# Rafah kormányzóság
Rafah kormányzóság (arabul محافظة رفح [Muḥāfaẓat Rafaḥ]) Palesztina tizenhat kormányzóságának egyike. A Gázai övezet déli részén fekszik. Északkeleten Dejr el-Balah kormányzóság, délkeleten Izrael, délnyugaton Egyiptom, északnyugaton pedig a Földközi-tenger határolja. Központja Rafah városa. Területe 64 km², népessége a 2007-es népszámlálás adatai szerint 177 632 fő.